# Crazy Games
Crazy Games é uma desenvolvedora japonesa de jogos eletrônicos, antes conhecida como Climax Graphics, Inc.
A empresa é mais conhecida pelos jogos do Dreamcast; Blue Stinger e Illbleed.